# François-Ignace Mouthon
Pour les articles homonymes, voir Mouthon.
François-Ignace Mouthon, né le 6 juin 1869 à Villard (Haute-Savoie) et mort le 27 janvier 1930 à Èze, est un journaliste et homme politique français.
Directeur, dans les années 1890, de la France libre, un journal catholique, antimaçonnique et antisémite lyonnais, il termine sa carrière comme directeur général d'un grand quotidien national, Le Journal.

## Biographie
Fils de cultivateurs, François-Ignace Mouthon naît au domicile de son grand-père, situé au hameau de La Gruaz, à Villard-sur-Boëge.
Après avoir commencé ses études au collège ecclésiastique de La Roche-sur-Foron, il fait son droit à la faculté catholique de Lyon. Brièvement avocat avant d'être radié du barreau de Lyon, il se lance dans le journalisme.

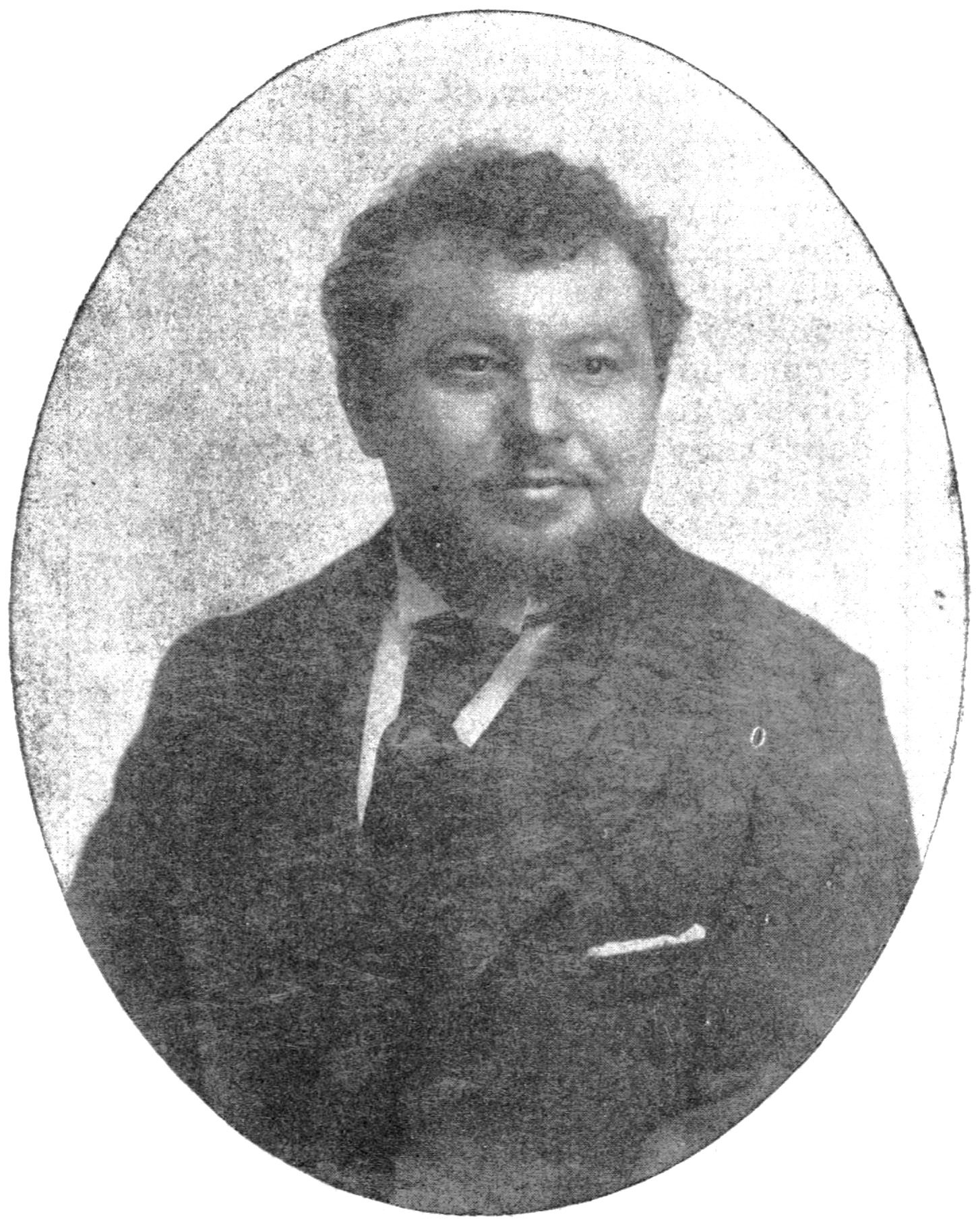
Mouthon, directeur de la France libre, en 1897.

En mars 1893, il fonde à Lyon la France libre, hebdomadaire puis quotidien catholique, rallié à la république, antimaçonnique et antisémite, dont il prend la direction. En novembre 1896, Mouthon est le principal organisateur des quatre congrès nationaux de la Démocratie chrétienne à Lyon : un congrès antimaçonnique, puis un congrès antisémite (auquel il convie Édouard Drumont, dont il se déclare le disciple), un congrès social et, enfin, un congrès de l'Union nationale de l'abbé Garnier.
Minée par des dettes, par une mauvaise administration et par l'hostilité de l'archevêque, le cardinal Coullié, qui ne cautionne pas l'antisémitisme du journal et se méfie des abbés « démocrates », la France libre cesse de paraître en 1899. Propriétaire du titre, Mouthon est déclaré en liquidation judiciaire. Il quitte alors Lyon et renonce à la presse catholique.
Installé à Paris, François Mouthon entre en 1899 au Matin. En 1906, il y signe une série d'articles sur la Ligue de la patrie française et sur l'ancien trésorier de cette organisation, Gabriel Syveton, dont la veuve, Maria Reusens, est devenue la compagne de Mouthon. Les révélations du journaliste font grand bruit et lui valent d'être agressé physiquement par l'ancien élu nationaliste Julien Caron. En 1909, Mouthon passe du Matin au Journal.
Pendant la Première Guerre mondiale, il est envoyé par le Journal en Suisse où, en accord avec l'ambassade de France, il organise des voyages d'enquêtes en Allemagne et en Autriche, et facilite également l'engagement de volontaires alsaciens et mosellans. Accusé d'espionnage et de violation de neutralité par l'ambassadeur d'Allemagne, Mouthon est arrêté par deux fois mais relâché, faute de preuves, après comparution devant le juge d'instruction fédéral.
Directeur adjoint du Journal depuis 1917, Mouthon en devient le directeur en 1919 (après les affaires Bolo et Humbert) puis le directeur général.
Chevalier de la Légion d'honneur depuis 1921, il est promu au grade d'officier en 1925, en récompense de ses « 34 [sic] années de collaboration particulièrement distinguée dans la presse ».
Lors des élections municipales de 1925, François Mouthon est candidat en tête de liste à Chilly-Mazarin. Élu maire en 1929, il assure ce mandat jusqu'à sa mort.
En villégiature à Èze, sur la Côte d'Azur, Mouthon y meurt d'une crise cardiaque le 27 janvier 1930. Le 31, il est inhumé dans une chapelle de son château de Chilly-Mazarin, après des obsèques auxquelles ont assisté de nombreuses personnalités de la politique, de la presse et de la littérature.
Son frère, le commandant Léon-François-Joseph Mouthon (1875-1938), époux d'une nièce de Gaston Thomson, lui succède à la mairie de Chilly-Mazarin.
Outre une rue François-Mouthon à Chilly-Mazarin, il existe également une rue François-Mouthon dans le 15e arrondissement de Paris. Baptisée ainsi du vivant de Mouthon, cette rue a été ouverte en 1927 sur un terrain appartenant à M. Pélissier, l'un des amis du directeur du Journal.

## Distinctions
- Officier de la Légion d'honneur (1925)